# بيانكا لاوسون
بيانكا لاوسون (بالإنجليزية: Bianca Lawson)‏ هي ممثلة أمريكية، ولدت في 20 مارس 1979 بلوس أنجلوس في الولايات المتحدة.

## أعمال

### أفلام
- (2001) احفظ الرقصة الأخيرة[4]
- (2006) المكسور

### مسلسلات
- الحياة السرية لمراهقة أمريكية
- الكاذبات الصغيرات الجميلات

## وصلات خارجية
- بيانكا لاوسون على موقع IMDb (الإنجليزية)
- بيانكا لاوسون على موقع ميتاكريتيك (الإنجليزية)
- بيانكا لاوسون على موقع روتن توميتوز (الإنجليزية)
- بيانكا لاوسون على موقع ألو سيني (الفرنسية)
- بيانكا لاوسون على موقع ميوزك برينز (الإنجليزية)
- بيانكا لاوسون على موقع أول موفي (الإنجليزية)
- بيانكا لاوسون على موقع قاعدة بيانات الأفلام السويدية (السويدية)
- بيانكا لاوسون على موقع إن إن دي بي (الإنجليزية)
- بيانكا لاوسون على موقع قاعدة بيانات الفيلم (الإنجليزية)
- بيانكا لاوسون على موقع كينوبويسك (الروسية)